# Niqueloceno
El niqueloceno o nickeloceno es el compuesto de organoníquel con la fórmula Ni(η5-C5H5)2, también conocido como bis(ciclopentadienil)níquel o NiCp2. Este sólido paramagnético de color verde brillante tiene un interés académico, aunque todavía no tiene aplicaciones prácticas conocidas. El niqueloceno (NiCp2) con Ni en estado de oxidación +2, y con 20 electrones de valencia, es el principal metaloceno de níquel. Puede ser oxidado por un electrón. En cambio, no se conocen los análogos paladoceno y platinoceno. Debido a que es un complejo de 20 electrones, incumple la Regla de los 18 electrones, por este motivo entre otros es un complejo organometálico tan interesante. En estado sólido, la molécula tiene simetría D5d, en donde los dos anillos están escalonados.

## Síntesis
El niqueloceno fue preparado por primera vez por E. O. Fischer en 1953, poco después del descubrimiento del ferroceno, el primer compuesto de metaloceno. Se ha preparado en una reacción One-Pot (un recipiente), por desprotonación in-situ de ciclopentadieno con bromuro de etilmagnesio y agregando acetilacetonato de níquel(II) anhidro. Una síntesis moderna implica el tratamiento de fuentes anhidras de NiCl2 (como el cloruro de hexaammino níquel) con ciclopentadienuro de sodio:
[Ni(NH3)6]Cl2  +  2 NaC5H5  →  Ni(C5H5)2  +  2 NaCl  +  6 NH3